# Kunstskøjteløb under vinter-OL 2010
Kunstskøjteløb under vinter-OL 2010 blev afholdt 14. – 26. februar 2010 i Pacific Coliseum i Vancouver, Canada.

## Resultat
| Konkurrence   | Guld                             | Sølv                            | Bronze                                     |
| ------------- | -------------------------------- | ------------------------------- | ------------------------------------------ |
| Single herrer | USA Evan Lysacek                 | Rusland Evgeni Plushenko        | Japan Daisuke Takahashi                    |
| Single damer  | Sydkorea Kim Yu-na               | Japan Mao Asada                 | Canada Joannie Rochette                    |
| Par           | Kina Shen Xue · Zhao Hongbo      | Kina Pang Qing · Tong Jian      | Tyskland Aliona Savchenko · Robin Szolkowy |
| Isdans        | Canada Tessa Virtue · Scott Moir | USA Meryl Davis · Charlie White | Rusland Oksana Domnina · Maxim Shabalin    |